# ریچارد سی. هانتر
ریچارد سی. هانتر (به انگلیسی: Richard Charles Hunter) سناتور سابق عضو حزب دموکرات ایالات متحده آمریکا بود. وی در سال ۱۹۳۴ تا ۱۹۳۵ میلادی سناتور ایالت نبراسکا در سنای ایالات متحده آمریکا بود.